# Каскоголовая игуана
Каскоголовая игуана (лат. Laemanctus serratus) — вид игуанообразных ящериц из семейства Corytophanidae. Обитает в Центральной Америке и южной Мексике.

## Внешний вид
Длина тела взрослых особей без хвоста до 19 см.
Каскоголовая игуана имеет увеличенные треугольные чешуйки вдоль заднего края «шлема» на голове и зазубренный средний дорсальный гребень.

## Распространение
Каскоголовая игуана встречается в мексиканских штатах Кампече, Чьяпас, Идальго, Оахака, Пуэбла, Керетаро, Кинтана-Роо, Сан-Луис-Потоси, Тамаулипас, Веракрус и Юкатан, а также в Белизе, Гватемале и Гондурасе.

## Образ жизни
Населяет тропические сухие и дождевые леса, в том числе вторичные. Ведёт древесный образ жизни. Активна днём.

## Подвиды
Выделяют два подвида:
- Laemanctus serratus alticoronatus Cope, 1866 — обитает на полуострове Юкатан;
- Laemanctus serratus serratus Cope, 1864 — занимает территорию к северу от штата Веракрус (Мексика).